# إدغار بيريز جريكو
إدغار بيريز جريكو (بالإسبانية: Edgar Pérez Greco)‏ (16 فبراير 1982 في فنزويلا - ) هو لاعب كرة قدم فنزويلي في مركز الوسط. شارك مع منتخب فنزويلا لكرة القدم. أما مع النوادي، فقد لعب مع ديبورتيفو تاشيرا وديبورتيفو لارا وDeportivo La Guaira F.C. ‏.

## وصلات خارجية
- إدغار بيريز جريكو على موقع قاعدة بيانات كرة القدم.إي يو (الإنجليزية)
- إدغار بيريز جريكو على موقع ناشيونال فوتبول تيمز (الإنجليزية)
- إدغار بيريز جريكو على موقع Soccerway.com (الإنجليزية)